# Aurel Guga
Aurel Guga (Kovin, 10 agosto 1898 – Timișoara, 6 giugno 1936) è stato un calciatore serbo naturalizzato rumeno, di ruolo attaccante.

## Carriera

### Club
Ha sempre giocato nel campionato rumeno.

### Nazionale
Ha rappresentato la Nazionale rumena in occasione delle Olimpiadi del 1924.